# 대구광역시건설본부
대구광역시 건설본부(大邱廣域市 建設本部)는 대구광역시가 직접 시행하는 각종 대규모 공사를 효율적으로 수행하기 위해 대구광역시청 산하에 설치된 사업소이다.
건설본부장은 지방부이사관으로 보한다.

## 연혁
- 1978년 10월 2일: 경상북도 대구시 주택사업소 설치
- 1981년 7월 1일: 대구직할시 주택사업소로 변경
- 1990년 10월 25일: 대구직할시 종합건설사업소로 확대
- 1991년 3월 25일: 대구직할시 종합건설본부로 변경
- 1995년 1월 1일: 대구광역시 종합건설본부로 변경
- 2008년 8월 5일: 대구광역시 건설관리본부로 변경
- 2012년 1월 1일: 대구광역시 건설본부로 변경

## 조직
본부장
- 관리부
- 토목부
- 건축기전부